# یواس‌اس ال‌اس‌تی-۳۰۶
یواس‌اس ال‌اس‌تی-۳۰۶ (به انگلیسی: USS LST-306) یک کشتی بود که طول آن ۳۲۸ فوت (۱۰۰ متر) بود. این کشتی در سال ۱۹۴۲ ساخته شد.